# Lomas (Palencia)
Lomas (auch: Lomas de Campos) ist ein nordspanisches Dorf und Hauptort einer Gemeinde (municipio) mit 41 Einwohnern (Stand: 2024) in der Provinz Palencia in der Autonomen Gemeinschaft Kastilien-León. 

## Lage und Klima
Lomas liegt in der Region Tierra de Campos auf der kastilischen Hochebene in einer Höhe von ca. 815 m. Die Provinzhauptstadt Palencia befindet sich mit ihrem Stadtzentrum etwa 23 Kilometer (Fahrtstrecke) südlich.
Das Klima im Winter ist durchaus kalt, im Sommer dagegen warm bis heiß; die eher spärlichen Regenfälle (ca. 528 mm/Jahr) fallen überwiegend im Winterhalbjahr.

## Bevölkerungsentwicklung
| Jahr      | 1970 | 1981 | 1991 | 2001 | 2011 | 2021 |
| --------- | ---- | ---- | ---- | ---- | ---- | ---- |
| Einwohner | 155  | 95   | 73   | 52   | 53   | 45   |

## Sehenswürdigkeiten

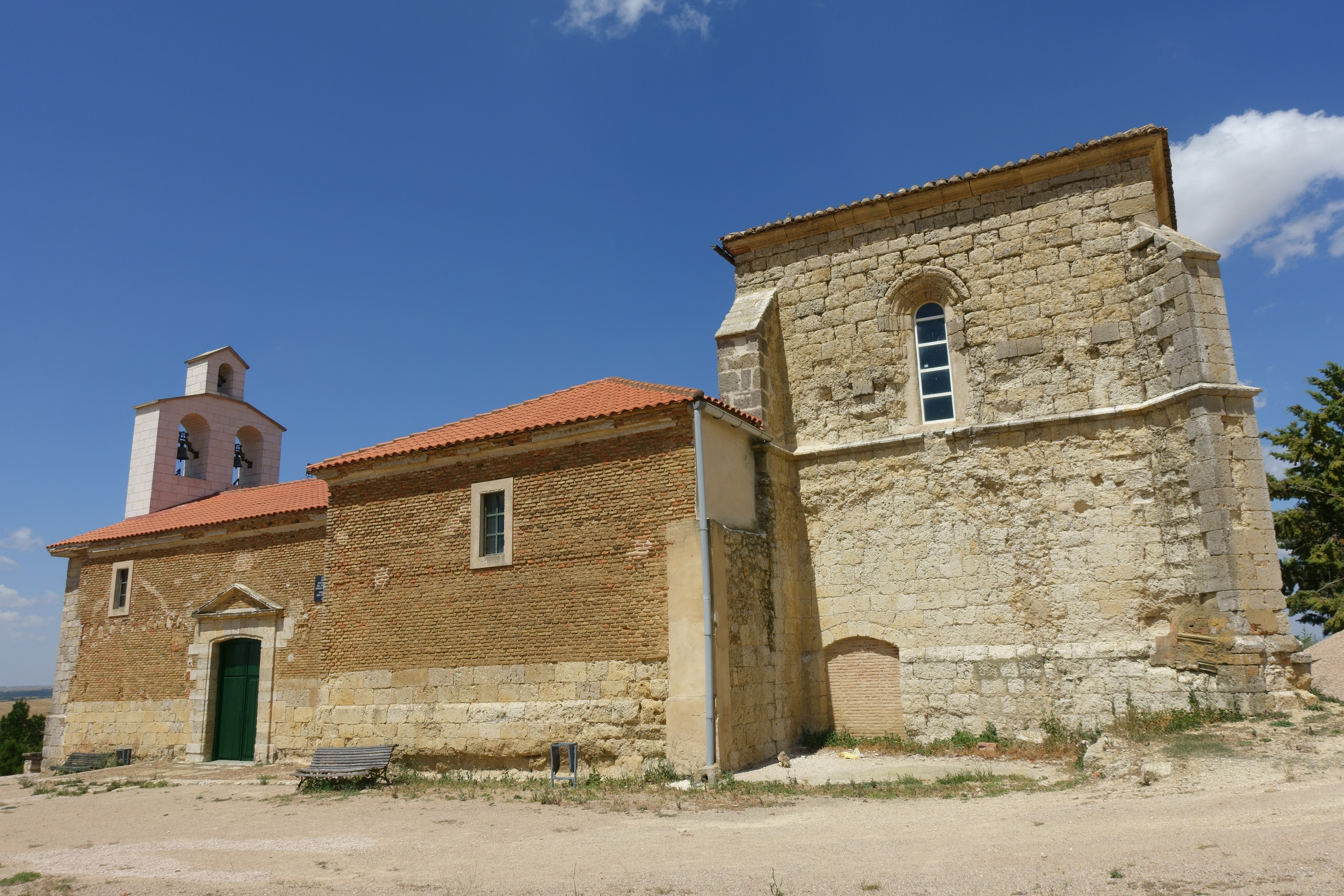
Christopheruskirche
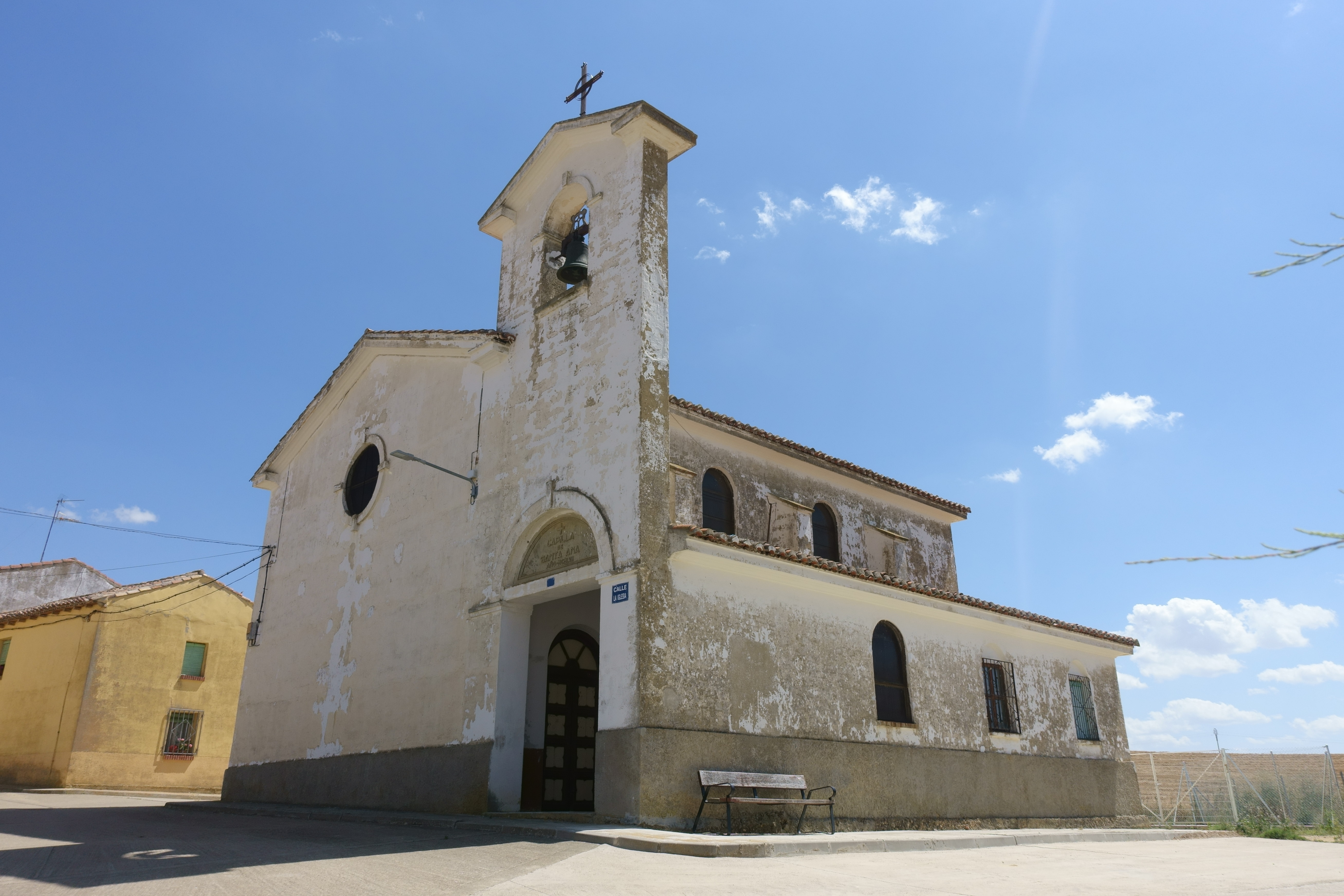
Annenkapelle
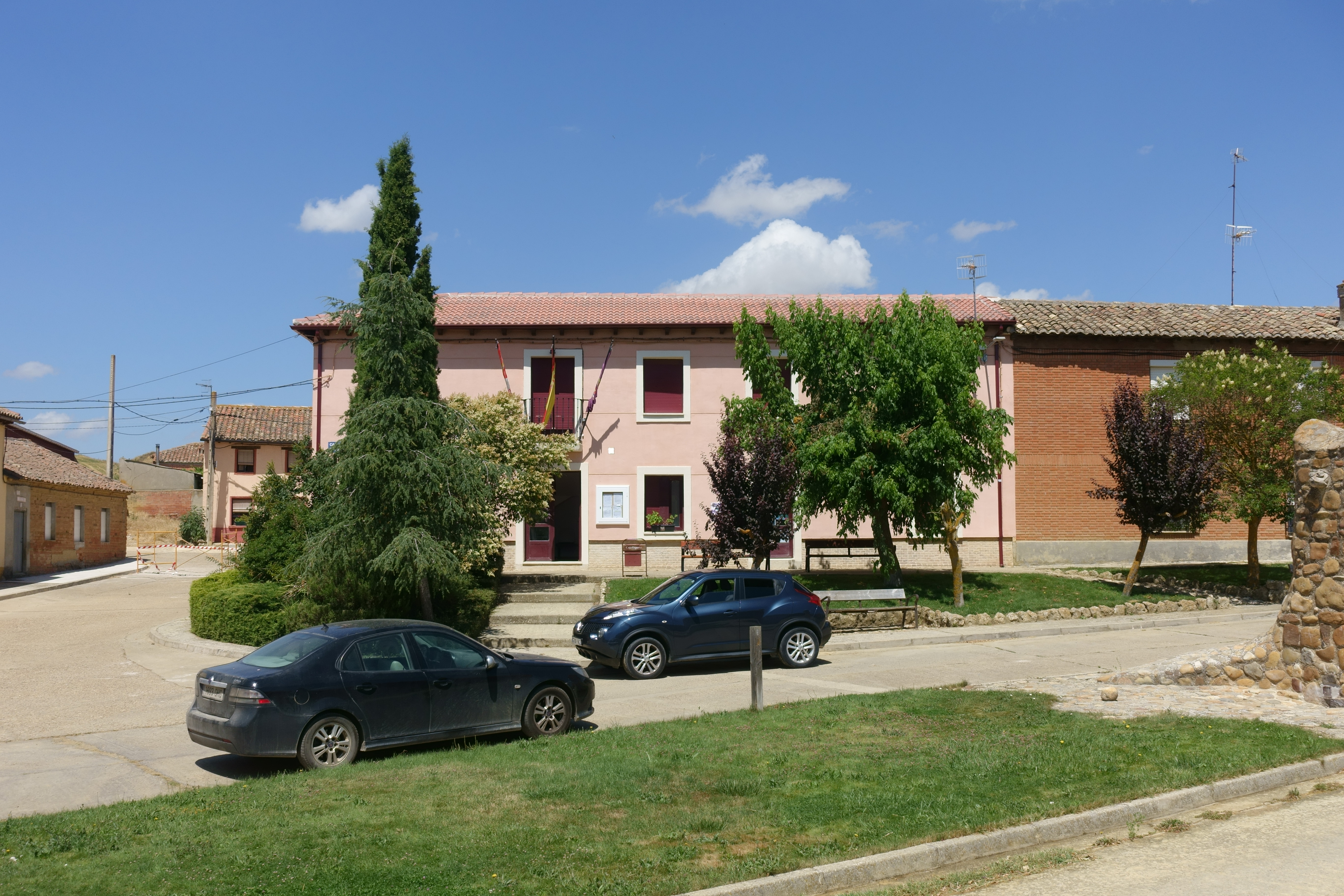
Rathaus

- Christopheruskirche
- Annenkapelle
- Rathaus